# Rukarara
La rivière Rukarara (ou "Lukarara") est un cours d'eau du district de Nyamagabe dans la province de l'Ouest du Rwanda. C'est la source la plus lointaine du Nil.

## Géographie
Le marais de Kamiranzovu dans le Parc national de la forêt de Nyungwe fournit un réservoir naturel pour le Rukarara.
La source du Rukarara est considérée comme étant la source globale du Nil. Ceci a été confirmé par une expédition en 2005/2006 en amont du fleuve qui a démontré que l'origine du Nil, la source la plus éloignée de son embouchure en Méditerranée, est localisée à 2° 16′ 55,962″ S, 29° 19′ 52,47″ E à une altitude de 2 428 m,.
Le Rukarara est le plus long des cours d'eau qui alimentent le Mwogo (en). Il reçoit les rivières Rubyiro et Nyirabugoyi.
Le Rukarara coule d'abord vers le sud et ensuite vers l'est, se vidant dans le Mwogo. Le Mwogo coule vers le nord, se mêlant avec le Mbirurume au sud de Bwakira pour devenir le Nyabarongo.
Le Nyabarongo devient la Kagera qui alimente le lac Victoria dont l'émissaire est le Nil Blanc.
Dans le cadre de son développement économique, afin d'accroître sa capacité énergétique, la centrale hydroélectrique Rukarara est construite en 2013 au confluent avec la rivière Rubyiro, avec l'appui de la Belgique.

### Synthèse des affluents
Nil
- Nil Blanc
  - Kagera
    - Nyabarongo
      - Mwogo (en)
        - Rukarara

## Littérature
L'une des nouvelles de Ce que murmurent les collines est consacrée à cette rivière. Celle-ci aurait déterminé le parcours d'écrivaine de Scholastique Mukasonga. Elle évoque un mythe remontant à la Rome antique : autour de cette source du Nil accueillant « une contrée originelle », les habitants seraient issus d'une « race quasi primordiale qui réenchanterait l’Afrique avilie par des activités industrielles et mercantiles ». Cette légende est reprise par les colons qui assignent les Tutsi à cette « race » en leur attribuant de prétendues caractéristiques physiques (grande taille, traits fins) les distinguant des Hutu alors même qu'il n'y a historiquement qu'un seul peuple. Si l'acculturation est le thème principal de la nouvelle, l'autrice fait également part du mythe développé par les rwandais, sur un versant bien différent : celui des eaux sacrées qui guérissent comme le contait la mère de Scholastique Mukasonga à sa fille au fil de ses nombreuses histoires.

## Sources
- Patrick Brakspear, On Safari in Africa : 101 Things to Know When You Go, On Safari in Africa, 2008, 250 p. (ISBN 978-0-9805048-0-4, lire en ligne), p. 20.
- Philip Briggs et Janice Booth, Rwanda, Bradt Travel Guides, 2010, 278 p. (ISBN 978-1-84162-306-1, lire en ligne), p. 154.
- (en) Henri J. Dumont, The Nile : Origin, Environments, Limnology and Human Use, Dordrecht, Netherlands, Springer, 2009 (ISBN 978-1-4020-9726-3, lire en ligne), p. 2.
- Ralph H. Hughes, Jane S. Hughes et G. M. Bernacsek, Iucn Directory of African Wetlands, IUCN, 1992, 820 p. (ISBN 978-2-88032-949-5, lire en ligne), p. 205.
- ITMB Publishing, Rwanda/Burundi Travel Map, Richmond, British Columbia, International Travel Maps, 2007 (ISBN 978-1-55341-380-6).
- « Nyamagabe Administrative Map », National Institute of Statistics of Rwanda (consulté le 2 avril 2013)